# (9022) Drake
(9022) Drake (1988 PC1) – planetoida z grupy pasa głównego asteroid okrążająca Słońce w ciągu 5,59 lat w średniej odległości 3,15 au. Odkryta 14 sierpnia 1988 roku.